# Anthony Stafford Beer
Anthony Stafford Beer (Londra, 25 settembre 1926 – 23 agosto 2002) è stato un matematico inglese, professore alla Manchester Business School, noto per gli studi nel campo della ricerca operativa e della cibernetica.
È stato definito come "il primo che applicò la cibernetica alla ricerca operativa, definendo la cibernetica come la scienza dell'organizzazione efficace".